# 札幌山の手高等学校
札幌山の手高等学校（さっぽろやまのてこうとうがっこう、英: Sapporo Yamanote Senior High School）は、北海道札幌市西区にある私立高等学校。学校法人西岡学園が運営している。

## 概要
前身は西岡重義・西岡朝代により創立された小樽女子職業学校。その後、札幌市への移転や男女共学化、数度の校名変更を経て、現在に至っている。心豊かな人間の形成、基礎・基本の重視と個性を生かす教育の充実、自己教育力の育成、文化と伝統の尊重と国際理解の推進を教育方針としており、コースには特別進学コース、進学コース、体育コース、総合コースの4つがある。総合コースは二年次より、教養系、情報系、福祉系などに分かれる。
国際教育が盛んで、海外修学旅行や語学研修、海外からの留学生（アメリカ・オーストラリア・ニュージーランド・フィンランド・モンゴル・韓国・メキシコ・タイ・スリランカ）の受け入れを行っており、部活動も盛んな学校であり前述の外国人留学生らを擁している。
部活動も盛んな学校であり、前述の外国人留学生らを擁し、女子バスケットボール部は札幌香蘭女子学園時代からの名門として知られ、2010年にはインターハイ、国体、ウインターカップの三冠を達成している。女子バスケットボール以外にもラグビー部や陸上部も全国大会出場の常連である。また、サッカー部、女子バレーボール部や、現在は廃部しているが、フェンシング部や女子ソフトボール部なども全国大会への出場経験がある。他には柔道部（個人）、水泳部（個人）も全国レベル。
文化系部活動では、吹奏楽部が創部早々、東日本コンクールに出場した。演劇部は北海道内では老舗的な存在であり、全道大会に幾度も出場している。他には美術部やJRC（ボランティア部）、合唱部も盛んである。

## 沿革
- 1911年 - 小樽女子職業学校として小樽市に開校。
- 1919年 - 小樽緑丘高等女学校に昇格。
- 1948年 - 新学制により小樽緑丘高等学校に転換。
- 1951年 - 札幌市に移転、「札幌香蘭女子学園高等学校」と改称。
- 1988年 - 男女共学に移行、「札幌山の手高等学校」と改称。

## 部活動
- 体育系
  - 女子バスケットボール部★
  - 女子バレーボール部★ - 春の高校バレー 16回出場、高校総体 17回出場
  - サッカー部★
  - 男子柔道部★
  - 女子柔道部★
  - 硬式野球部★
  - 軟式野球部
  - 男子ラグビー部
  - 女子ラグビー部
  - 陸上部★
  - ソフトテニス部
  - 男子バスケットボール部
  - バドミントン部
  - 卓球部

- 文化系
  - 演劇BU★
  - 合唱部★
  - 吹奏楽部★
  - 美術部
  - ボランティア部
  - 軽音楽部
  - 茶道部
  - 調理部
  - 英会話愛好会
  - 囲碁将棋愛好会
  - ビジネス愛好会
  - 図書局
  - 放送局
  - 広報局

★は強化指定部

## 歴代理事長・学校長
- 歴代理事長（学校法人西岡学園時代より）
  - 初代 西岡重義（1958 - 1968）
  - 二代 西岡憲儀（1968 - 1978）
  - 三代 西岡久美（1978 - 1987）
  - 四代 西岡憲廣（1987 - ）
- 歴代校長（小樽女子職業学校時代より）
  - 初代 西岡朝代（1911 - 1919）
  - 二代 西岡重義（1919 - 1948）
  - 三代 西岡朝代（1948 - 1968）
  - 四代 西岡憲儀（1968 - 1975）
  - 五代 福島義治（1975 - 1977）
  - 六代 飛島諄一（1977 - 1986）
  - 七代 竹内善隆（1986 - 1997）
  - 八代 高畠惇彦（1997 - 2000）
  - 九代 西岡憲廣（2000 - ）

## 著名な出身者

### 芸術・文化・芸能
- 滑川宝水（演歌歌手）
- ミヨシ梅木（ジャス歌手 / 女優）※日本での芸名は『ナンシー梅木』 ※東洋人俳優として初のアカデミー賞演技賞受賞者
- 安倍理津子（歌手）※旧芸名は『安倍律子』『安倍理津子』『安倍里葎子』
- あゆか（ガールズバンド『MARIA』の元ギタリスト）
- 芳賀愛華（ファッションモデル / ガールズバンド『MARIA』の元ベーシスト）
- ゾエ・木田大輔（お笑いトリオ「さんさんず」メンバー）

### バスケットボール
- 奈良岡幾子 ※日本代表
- 船引かおり
- 佐藤ひとみ
- 船引まゆみ（解説者）※日本代表
- 松尾香奈
- 市川かおり
- 阿部真弓（シャンソンVマジック：アシスタントコーチ）
- 畑有希
- 鈴木あゆみ ※日本代表
- 大鷹さおり
- 大熊祐依
- 畑千晶
- 福士佳恵
- 本川紗奈生（シャンソンVマジック）※日本代表
- 高田汐織（日立ハイテク クーガーズアシスタントコーチ）
- 町田瑠唯（富士通レッドウェーブ）※日本代表
- 長岡萌映子（トヨタ自動車アンテロープス）※日本代表
- 佐藤奈々美（日立ハイテク クーガーズ）
- 齋藤麻未（トヨタ紡織サンシャインラビッツ）
- 尾崎早弥子（東京羽田ヴィッキーズ）
- 久米捺美（新潟アルビレックスBBラビッツ）
- 米谷帆芽（アイシン ウィングス）
- 河村美侑（新潟アルビレックスBBラビッツ）
- 栗林未和（富士通レッドウェーブ）
- 黒沼咲百（姫路イーグレッツ）
- 遠山佳奈（姫路イーグレッツ）
- 東藤なな子（トヨタ紡織サンシャインラビッツ）※日本代表
- 関ななみ（日立ハイテク クーガーズ）
- 松永夏海（アランマーレ秋田）
- 中村華祈（新潟アルビレックスBBラビッツ）
- 舘山萌菜（日立ハイテク クーガーズ）

### ラグビー
- マウ・ジョシュア
- 山根有人 ※7人制日本代表
- リーチマイケル（東芝ブレイブルーパス）※日本代表
- 佐藤善仁
- 斎藤春樹 ※7人制日本代表
- ダラス・タタナ（宗像サニックスブルース）※7人制日本代表
- 渡邉隆之（神戸製鋼コベルコスティーラーズ）※日本代表
- テトゥヒ・ロバーツ（ホンダヒート
- モリキ・リード（東海大学体育会ラグビー部）※7人制日本代表
- 舟橋諒将（ヤマハ発動機ジュビロ）
- 伊藤鐘平（東芝ブレイブルーパス）
- 繁松哲大（NTTドコモレッドハリケーンズ）
- シンクル寛造（三菱重工相模原ダイナボアーズ）

### バレーボール
- 小山綾菜
- 橘井友香（河南女排）
- 舛田紗淑（信州ブリリアントアリーズ）
- 道下ひなの（群馬グリーンウイングス）
- 塩出仁美（大阪マーヴェラス）

### その他
- 森本奈々美（柔道選手）
- 小椋裕介（陸上選手）※2015年夏季ユニバーシアードハーフマラソン日本代表
- 佐藤爽（プロ野球選手）埼玉西武ライオンズ
- 久保匠（実業家）

## 系列校
- 札幌香蘭女子短期大学